# Chokkanatha Nayaka
Chokkanatha Nayaka fou naik de Madura, fill i successor de Muttu Virappa Nayaka II (vers juny de 1659). Va regnar fins vers el juny de 1682. Va pujar al tron amb només 16 anys i es va formar una regència amb els nobles principals: el pradhani, el rayasam, i el dalavay que van enviar a l'exili o van empresonar a tots els que podien ser perillosos pel seu pupil. El dalavay Lingama Nayaka, governador de Trichinopoly, fou encarregat de prendre l'ofensiva contra els musulmans; amb un exèrcit de 40000 va intentar expulsar al general Sagosi (de Bijapur) de Gingi, però en realitat es va enriquir amb els suborns del general musulmà.
Els tres ministres es repartien el poder i aïllaven al seu pupil a palau. Quan el rei va mostrar la seva disconformitat van planejar enderrocar-lo i posar al seu lloc un germà més petit; però una dama del palau, amb altres lleials, va poder treure al rei del Palau amb la tàcita complicitat de Lingama, i després va negociar amb els dos ministres; el riyasam fou assassinat i el pradhani cegat. Lingama de moment va ser perdonat i quan anava a ser castigat va fugir cap al quarter del general Sagosi, al que va convèncer d'assetjar Trichinopoly. Un exèrcit de 12.000 soldats i 7000 cavallers, amb l'aliança tàcita del nayak de Tanjore, es va enfrontar als 50000 homes de Chokkanatha. El nou pradhani d'aquest darrer era de tarannà similar a l'anterior: afavoria a l'enemic i va trair al rei. Per culpa seva molts dels caps de l'exèrcit reial van morir a la lluita o van ser fets presoners. Lingama va intentar capturar a Chokkanatha i deposar-lo. Però el rei va assolir personalment el comandament de l'exèrcit, i el seu caràcter valent va portar a molts a les seves files. Sagosi i Lingama llavors es van retirar a Tanjore. Chokkanatha ja tenia un exèrcit de 70000 i es va dirigir a Tanjore. Els dos generals es van retirar cap a Gingi i el nayak de Tanjore es va rendir.
Aquestes lluites i la sequera van portar la misèria al país que va durar tres anys (vers 1660-1662). Les epidèmies causaven morts i la superstició de la gent es desbordava; els holandesos van aprofitar la gana per cridar a la gent prometent menjar i llavors els agafaven per vendre'ls com esclaus.
El 1663 un exèrcit de Bijapur dirigit per Vanamian, general del sultà adilshàhida, es va presentar altre cop a Trichinopoly. El rei no es va voler sotmetre i el fort fou assaltat sense èxit i les pèrdues foren tan grans que es va haver de retirar, però va assolar el territori. El general musulmà va acceptar un pagament a canvi de la retirada. Vijayaraghava de Tanjore havia cooperat en la invasió i el rei de Madura va prendre venjança i va atacar Tanjore amb un exèrcit i va conquerir Vallam on va establir una guarnició. Tanjore va haver d'acceptar les condicions imposades (1664). Sembla que després fou rebutjat quan Tanjore va rebre ajut dels holandesos; el jesuïta Proenza diu però el 1665 que Tanjore havia estat derrotada i que el nayak va fugir a Sokkalinga, on fou traït.
La següent campanya de Chokkanatha fou contra els Setupati del país Marava, que no havien ajudat durant la invasió musulmana. Sembla que encara governava Tirumalai Setupati, abans tant fidel al rei de Madura. Va entrar al país Marava i va conquerir Tiruppattur, Pudukottai, Manamadurai, i Kalaiyarkavil. Setupati va utilitzar tàctiques de guerrilla amagant-se a la jungla i no buscant l'enfrontament directe; Chokkanatha es va cansar i va deixar als seus generals dirigir la guerra; aviat la guerra es va girar a favor dels maraves i les notícies de les derrotes van començar a arribar. Finalment es va haver d'acontentar a retenir algunes fortaleses abandonant el país marava.
Alguns historiadors suggereixen que va traslladar la capital de Madura a Trichinopoly. El jesuïta Proenza estableix que la capital era a Madura el 1662 i el 1665 però diu que a final d'aquest any es va establir a Trichinopoly que sembla que era un emplaçament estratègic defensiu millor que Madura, ciutat que en canvi era més apte pel govern central. El 1666 va projectar construir un Palau imperial però després va canviar d'idea.
El cap jesuïta de Madura, Martins o Martinz, havia mort el 22 d'agost de 1656 als 63 anys; la seva mort va anar seguida en els primers anys de Chokkanatha dels problemes que van portar els tres anys de gana i pesta, i les devastacions dels kalians (bandes de bandits). Les relacions del rei amb els cristians foren en general bones, ja que el rei seguia la política de tolerància però aquesta no era necessàriament sempre la política que seguia el país, i per això la majoria de cristians van haver de sortir de Trichinopoly i altres llocs i es van refugiar a Satyamangalam vers el 1662; després Andre Freire va organitzar la comunitat i mercès al rei van poder treballar lliurement. La missió a Pacur la dirigia Alvarez. Els cristians van poder tornar a Trichinopoly per concessió reial. El general Adiyappa Nayaka, parent del rei, va protegir els cristians però el canvi de capital a Trichinopoly amb la presència allí de molts nobles, va fer disminuir el poder d'Adiyappa Nayaka i el valaiyan (un dels nobles principals) i el governador local van conspirar contra els cristians; finalment el valaiyan, acusat de malversació va acabar executat. Balthazar da Costa un dels missioners va entrar en contacte amb Lingama Nayaka que era sogre del rei que li va donar una carta (i una altra de Sinnatambi Mudaliyar, governador general del regne) que recomanava al governador de Trichinopoly de tractar bé els missioners. Un fet aïllat es va produir al país marava quan un capità famós es va fer cristià el 1666, i es van originar persecucions el 1669; els portuguesos van tardar 17 anys a tornar. A Tanjore hi va haver persecucions almenys entre 1668 i 1676 (una carta del 1678 parla de persecucions que duraven 20 anys) i el centre del districte eclesiàstic es va traslladar de Tanjore a Nandivanam. Els missioners van arribar fins i tot a Vellore i Golconda.
Chokkanatha va estar en guerra contra Mysore segons Rangachari i altres autors. La data d'aquestes guerres és incerta. El 1667 el rei planejava conquerir Mysore però finalment va decidir conformar-se amb els districtes d'Irodu (Erode) i Darapoor (Dharapuram); però al final les contribucions que va exigir li van fer perdre suport. No hi cartes dels jesuïtes entre 1667 i 1675 i les notícies són doncs fragmentaries. Sembla per algunes inscripcions que el raja de Mysore va aprofitar les seves dificultats per atacar Madura (vers una data entre 1667 i 1670) i Madura hauria perdut fins i tot Coimbatore i Salem el 1667 encara que no hi ha evidències fermes i això podria haver passat més tard.
La guerra amb Tanjore es va desenvolupar segons les cròniques entre 1672 i 1676. Per les dades de Bijapur sembla més probable que fou vers el 1670. L'origen seria el refús del naik Vijayaraghava de donar la seva filla en matrimoni a Chokkanatha. Els nayaks de Tanjore eren d'un origen més noble, emparentats amb la casa reial de Vijayanapur de la que els kayaks de Madura havien estat simples servidors i el matrimoni segurament fou considerat inadequat per Vijayaraghava, i potser el naik de Madura només ho va demanar com excusa per la guerra. Va enviar un exèrcit dirigit pel seu dalavay, Venkatakrishnappa Nayaka, i el seu poshkar (tresorer) Chinna Tambi Mudaliyar. Chinna Kattira Nayaka de Kannivadi els va acompanyar amb el seu contingent; van avançar cap a Tanjore, i van conquerir Vallam després de derrotar una columna de Tanjore; Vijayaraghava va reunir un gran exèrcit per enfrontar als invasors que avançaven cap a la capital; la batalla prop de Tanjore va ser favorable a Madura i el dalavay Venkatakrishnappa, va enviar un missatge al nayak urgint-lo a acceptar el matrimoni però el nayak s'hi va negar; Tanjore fou assetjada i conquerida per assalt; un segon missatge al darrer moment no va tenir resultats i Vijayaraghava va lluitar fins al final; va alliberar al seu fill que havia tancat a la presó i s'hi va reconciliar i va ordenar la destrucció de la seva pròpia casa reial; les bombes van esclatar i totes les princeses i prínceps joves van morir. Vijayaraghava va morir amb el seu fill a la lluita. Madura va establir una guarnició i l'exèrcit principal va retornar a Trichinopoly. Tot el regne de Vijayaraghava va caure en mans de Chokkanatha, que va nomenar al seu germà adoptiu Alagiri Nayaka com a virrei. Tots els comandants de l'operació van rebre regals i títols
Alagiri Nayaka va restaurar la pau i orde; aviat però va rebutjar enviar el tribut degut i va tallar la correspondència i quan va escriure semblava com si fos un rei independent. Chokkanatha es va irritar i li va enviar un avís. Alagiri va contestar que era l'estatus i el costum a Tanjore, diferents dels de Madura. Chokkanatha es va abstenir de prendre cap iniciativa però li va retirar el suport que li feia falta per consolidar el seu poder a Tanjore. Alagiri va conservar al seu servei alguns oficials del rei de Tanjore difunt com el rayasam (secretari) Venkanna; es deia que la família de Nayaks de Tanjore no s'havia extingit i que un príncep s'havia salvat del desastre i havia estat portat a Negapatam; aquest príncep, que realment existia, era Chengamala Das. Fou el mateix Venkanna el que alimentava aquestos rumors i creava la rivalitat entre Alagiri i Chokkanatha, preparant un cop d'estat al moment adequat. Per les cartes dels jesuïtes se sap que el poder de Alagiri a Tanjore s'havia acabat el 1676 i probablement es va acabar vers el 1672 o 1673. Venkanna va buscar el suport de Bijapur i va aconseguir el seu propòsit i Bijapur va despatxar al general maratha Ekoji (Vonkaji o Vankoji), un petit feudatari del Carnàtic, que va expulsar a Alagiri i va proclamar al tron a Chengamala Das, possible fill de Vijayaraghava o més probablement el seu net (fill de Mannar Das), ja que Vijayaraghava va morir amb vora 80 anys. Una versió diferent de la historia la dona Nelson, sense indicar la font, quan diu que Chengamala Das va escapar de Palau en la confusió de la conquesta (1670?) i es va refugiar a la cort d'Ali Adil Shah II (1657-1672 o 1673) de Bijapur i aquest el va acollir i la prometre ajut per recuperar el poder, ajut que li va donar. L'expedició no fou fàcil: Alagiri havia preparat la defensa i l'avançament del general Ekoji (vers 1671 o 1672) fou lent però els invasors tenien el suport popular i els agents de Chengamala treballaven bé a rereguarda. Tanjore fou assetjada. Alagiri va demanar ajut a Chokkanatha però aquest es va fer el desentès. Ekoji va capturar la fortalesa d'Aiyampet al primer atac i Alagiri va fugir a Mysore. Ekoji va coronar a Chengamala Das. La germana adoptiva del nou rei va revelar el lloc on era enterrat el tresor de Vijayaraghava que era molt important, i es van fer regals a Ekoji i altres generals i nobles que havien afavorit la reconquista. Els ingressos dels districtes de Kumbakonam, Mannarkovil i Papanasam foren cedits a Bijapur per cobrir les despeses de l'expedició. Ekoji es va retirar amb el seu exèrcit a Kumbakonara (és possible que els ingressos d'aquest districte foren cedits a Ekoji pel manteniment del seu exèrcit). Segurament segons Nelson (amb suport d'una carta dels jesuïtes) Ekoji va atacar Trichinopoly, però no fou prou fort per conquerir-la, si bé va dominar part del regne de Madura amb l'ocupació d'altres places fortes. Chokkanatha sembla que només va conservar Sattiyaman-Galum i Trichinopoly. Nelson diu que Ekoji en lloc de reinstal·lar a Chengamala Das al tron va voler usurpar la reialesa però sembla que això va passar més tard.
Chengamala Das fou convençut per la seva assistent de donar el càrrec de dalavay i pradhani al mercader de Negapatam que l'havia acollit en el seu exili provocant la ira de Rayasam Venkanna, el que més havia treballat per la seva restauració, i que ara va conspirar per enfonsar al nou rei. Va deixar Tanjore i es va reunir amb Ekoji a Kurnbakonam i el va induir a agafar el control del regne; el general temia la reacció del sultà de Bijapur però va arribar la notícia de la mort d'Ali (1672 o 1673) i la pujada al tron d'un menor, Sikandar Shah. Venkanna li va prometre el tron i la victòria quasi sense lluita; llavors va retornar a Tanjore on va terroritzar a Chengamala Das amb els plans que tenia Ekoji, i el jove rei, espantat, va fugir i es va refugiar a Ariyalur. Ekoji va entrar a Tanjore sense lluita. Venkanna fou nomenat ministre principal i va restaurar l'ordre ràpidament. Però Ekoji no hi tenia confiança després de trair a dos reis i quan va tenir ocasió el va empresonar (probablement el 1673). Es diu que es va poder escapar i va fugir. La usurpació d'Ekoji és confirmada pels jesuïtes però no en donen detalls. Ekoji va dedicar atenció a l'agricultura i va millorar el reg construint Canals i dipòsits; les collites foren molt bones.
L'autoritat de Chokkanatha als districtes de Coimbatore i Salem fins al 1669 sembla confirmada per diverses inscripcions (1663, 1665, 1668-1669); després d'aquesta data ja es troben inscripcions de Mysore el 1669-1670 i 1671 (Kempa Deva Raja Udaiyar, 1659-1672) i de 1673 i 1676 (de Chikkadeva o Chikkaduva Kaya Raja,1672-1704); sembla clar doncs que Chikkaduva Kaya Raja va seguir la política agressiva del seu predecessor i va dominar part de Madura amb Coimbatore i Salem. Les circumstàncies però són desconegudes. Vers el 1672 es diu que Chikkadeva, al pujar al tron (1672 o 1673), va haver d'enfrontar a Chokkanatha de Madura, al general Damarla Aiyapendra de Tanjore i al sultà de Bijapur; la lluita es va centrar a Erode i tots proclamaven els drets del rei Sriranga III de Vijayanagar (1642-1673) però foren derrotats i Sriranga III va fugir al regne d'Ikkeri. Sivappa Nayaka, després d'assassinar al seu germà gran, havia esdevingut raja de Bednore i ara Sivappa va buscar l'aliança de Chikkadeva o Chikkaduva, que li fou refusada; llavors va acollir a Sriranga III i va abraçar la seva causa. Aliat a alguns caps menors va declarar la guerra a Mysore però fou derrotat a Hassan i Sakkarepatna, lloc que foren annexionats a Mysore. Després d'això Sriranga III desapareix (se sap que va deixar vídua i dos fills) i la tradició el fa morir fugitiu abans de 1677; només s'esmenta al seu nebot Kondarama Venkatapati II Raya que es diu va derrotar a Dajavay Kumfiraiya, general de Mysore, a Asana (Hassan).
La victòria de Erode és esmentada per Chikkadeva en una inscripció de 1679 on diu que va derrotar el rei Pandya Chokka a la batalla; una altra inscripció del 1686 recorda la derrota del senyor de Madura al districte d'Irodu (Erode), la conquesta de Trpura (Trsirapura = Trichinopoly) i Anantapuri, la mort de Damarla Aiyapendra, la fugida de Anantoji i l'assalt a Samballi, Omalur i Dharapuram, fets que no se sap a quin any corresponen, que Wilks situa el 1667 i certament sembla més probable que fos entre 1667 i 1670 quan l'aliança entre Tanjore, Madura, i a més Bijapur era possible. Una carta jesuïta diu que Madura va estar implicada en una guerra desastrosa vers el 1673 però en aquesta data aquesta triple aliança no és possible. L'inconvenient és que Chikkadeva no hauria pujat al tron fins al 1672; resta confirmar que aquesta data pot ser traslladada al 1670 a menys que Chikkadeva s'hagués atribuït a les inscripcions fets militars del seu pare (fins i tot fets per ell no com a rei sinó encara com a príncep).
El 1676 Chikkadeva Raya havia ocupat el districte de Satyamangalam, i havia capturat alguna fortalesa estratègica al nord de Madura.
Shahji fou el primer cap maratha que va rebre territoris en feu de Bijapur al Carnàtic; a la mort de Shahji el 1664 els seus feus al Carnàtic havien passar al seu fill Ekoji (Venkaji), per decisió paterna i per damunt de l'hereu Sivaji, el gran cap maratha. Ekoji des de vers el 1673 era a més era raja de Tanjore després d'usurpar el poder reial. Raghunathpant (Raghunath Narayen Hanmante) un antic ministre de Shahji, va passar a servir a Ekoji. Raghunathpant va advertir a Sivaji o Shivaji, el cap suprem maratha, de la mala administració del seu germanastre Ekoji a Tanjore i els jagirs del Carnàtic. Sivaji va advertir al seu germanastre, que no en va fer cas. Raghunathpant havia planejat passar el regne a Sivaji i va arribar a un acord amb el governador de Gingi (que governava el districte per compte de Bijapur) i després va anar a Satara per entrevistar-se amb Sivaji; per fer una expedició es va buscar l'aliança del sultà de Golconda a través dels seus ministres hindús Akanna i Madanna. Un suborn fou concedit a un general de l'Imperi Mogol per garantir la seva neutralitat. L'expedició de Sivaji al Carnàtic es va iniciar al final del 1676 i va entrar al territori pel pas de Kallur; sembla que l'objectiu només era posar Tanjore sota la seva autoritat. L'exèrcit maratha el formaven 40000 infants i 30000 cavallers; va romandre un mes a Bhagnagar (Estat d'Hyderabad, Dècan) pels preparatius, rebent el suport de Golconda, que tenia dret a la meitat de les seves conquestes segons l'acord que havien fet. Això és confirmat per cartes dels agents britànics de l'estiu de 1677. Sivaji va ocupar Gingi, Chingavore, Pilcundah i altres i va derrotar l'exèrcit de Bijapur; va saquejar Seringapatam; després va tirar enrere i va conquerir Bednore o Bidnoor o Bridroor. El setembre la Companyia Britànica de les Índies Occidentals a Madras estava amoïnada per la seva proximitat. Sivaji va organitzar una administració militar a Gingi; el germà de Sivaji, Santaji, fins llavors al servei d'Ekoji, es va passar al seu bàndol. Sivaji va assetjar Vellore i va sotmetre la fortalesa d'Arni, i altres (1677) i va avançar cap a Tanjore el juliol; es va aturar a Tiruvadi al riu Coleroon, i allí es va entrevistar amb el seu germà Ekoji o Venkaji. Li va exigir només la meitat dels jagirs paterns del Carnàtic. Venkaji de dubtar 20 dies i tot i que Mysore, que li havia promès ajut, va retirar l'oferiment per la intervenció de Raghunathpant, per temor d'un acte violent en contra seu, va fugir cautelosament del lloc de l'encontre. Sivaji llavors va anar cap a Vellore on seguia el setge, va sotmetre les terres de la regió reduint als polegars o prínceps locals; va avançar cap a Seringapatam on va recaptar tribut. Però aviat les notícies que arribaven del nord obligaven a Sivaji a marxar per anar en ajut del seu aliat el sultà de Golconda, administrador dels seus dominis al nord durant la seva estada al Carnàtic, que era atacat pels mogols. Sivaji va deixar els seus territoris al Carnàtic sota administració d'un altra mig germà, el ja esmentat Santaji, amb seu a Gingi, i va abandonar la zona (novembre de 1677) deixant una reserva de tropes sota comandament de Raghunathpant i Hamir Rao (el comandant en cap probablement raja d'Orme Hargee).
Ekoji va declarar la guerra Santanji i a Raghunathpant. El 25 de novembre va travessar el riu Coleroon i va iniciar una dura campanya contra Santanji; aquest el va enfrontar i es va lliurar una batalla decisiva possiblement a Valikondapuram i Ekoji va guanyar; però Santanji va seguir resistint i va preparar una emboscada a l'enemic; Ekoji va quedar sorprès i les seves forces desorganitzades i desmoralitzades; això va obligar el raja de Tanjore a retirar-se amb força confusió cap a Tanjore on s'acostava a més a més un exèrcit de Madura. La retirada de Sivaji fou aturada per les notícies que venien de Tanjore i Gingi. Sivaja va parar a Torgal i va iniciar correspondència amb Raghunathpant que el va informar del fracàs d'Ekoji en el contraatac. Però Sivaji no se'n refiava i va enviar un tractat de 19 clàusules per sotmetre a consideració d'Ekoji: segons aquest tractat, Ekoji era reconegut raja de Tanjore, però respectaria l'alta sobirania feudal del sultà de Bijapur; la meitat de les rendes serien per Sivaji. Ekoji va acceptar. Tot seguit Santanji va estrènyer el setge de Vellore que ja durava un any, i finalment Vellore va capitular davant Raghunathpant l'agost del 1678 (després de 14 mesos); en endavant Santanji va poder governar Gingi i Vellore en pau.
Aprofitant la guerra entre Santanji i Ekoji, el rei de Madura Chokkanatha va enviar el seu exèrcit a Tanjore; Ekoji s'havia retirat de la capital durant la guerra contra el seu germanastre i després de la sortida d'aquest havia passat a l'atac i havia obtingut una gran victòria però un sobtat ensurt en una embuscada el va deixar en mala posició, al front de tropes desmoralitzades; encara no havia recuperat Tanjore, i Madura podia assestar ara un cop definitiu, però va faltar l'empenta per fer-ho. El naik de Madura va preferir negociacions; va negociar amb Santaji la devolució del regne de Tanjore, que no dominava, a canvi d'una forta quantitat de diners; però l'acord entre Ekoji i Santanji presentat per Sivaji, va frustrar els seus plans i després ja fou massa tard i Elkoji ja havia agafat posicions. Chokkanatha va tornar a Trichinopoly.
Aquest fracàs va afectar el seu prestigi. Per postres Mysore va conquerir les dues darreres fortaleses que li quedaven a Madura a la seva frontera nord. L'oposició popular va créixer.
Acusat d'estar boig, un cop d'estat va deposar Chokkanatha, que fou empresonat i el seu germà petit Muttulinga Nayaka (Muttu Alakadri), for proclamar rei el 1678. Però la seva administració no va millorar res. Llavors una inundació va afectar el país arrasant nombrosos pobles. L'oposició popular va tornar aquesta vegada en contra del nou rei. Rustam Khan, un aventurer musulmà que tenia una partida d'homes sota el seu comandament i havia estat nomenat oficial de la cavalleria entre la que havia obtingut influència (altres fonts diuen que era, segurament a més a més, el favorit del rei Chokkanatha), va aprofitar la situació per enderrocar al rei (al que va tancar les portes quan va sortir de la ciutat) i va usurpar el poder (1678 o 1679). Llavors va treure a Chokkanatha de la presó i el va proclamar rei si bé ell mateix exerciria el poder efectiu. Es diu que el seu control fou tan absolut que fins i tot va disposar de les dones dels dos reis.
La usurpació va durar dos anys. Rustam no fou capaç d'organitzar una administració eficaç i el 1680 l'exèrcit de Mysore, dirigit pel general Kumaraiya, es va presentar davant Trichinopoly i la va assetjar. La defensa de Rustam Khan fou poc adequada. Llavors el dalavay Govindappaiya i el Setupati, amb ajut d'alguns polegars dirigits per Chinna Kattiri Nayaka de Kannivadi, van assassinar Rustam Khan i els seus seguidors i Chokkanatha va poder regnar lliurement.
Encara que el Setupati va enviar els seus maraves a la capital per ajudar a la defensa, el rei va demanar ajut a Ekoji de Tanjore i al general maratha governador de Gingi, que ara era Arasumalai; llavors Kumaraiya li va proposar al rei de Madura de retornar al seu regne el poder a Tanjore i Gingi, projecte que era irrealitzable, i el rei el va descartar. Kumaraiya va demanar reforços a Mysore i va fer propostes a Arasumalai al que va oferir una gran quantitat a canvi de la seva retirada de Gingi que governava pel cap suprem maratha Sambaji, però el general no va acceptar. Davant les forces unides dels seus enemics va considerar prudent retirar-se cap a Mysore. En la retirada fou atacat per Ekoji i Arasumalai i derrotat totalment, sent fet presoner. Arasumalai va expulsar llavors a totes les forces de Mysore de territori de Madura. Llavors va ocupar el seu lloc i va assetjar Trichinopoly.
Aquesta traïció va sorprendre tant al rei Chokkanatha que del disgust va tenir un xoc i va morir el 16 de juny de 1682 segons el Maduraittalavaralaru i la crònica de Pandya; Andre Freire relata la seva mort en una carta datada el mateix 1682; el manuscrit Mrtyunjaya només indica el juny de 1682. El va succeir el seu fill Ranga Krishna Muttu Virappa Nayaka III.